# Torino FC
Torino Football Club – włoski klub piłkarski. Nazywany jest przez swoich fanów il Granata, czyli kasztanowaci lub il Toro, czyli byk. Zarówno jedna i druga nazwa bierze się od herbu klubu. Klub w czasie swojego istnienia dwukrotnie zmieniał nazwę. Do 1970 roku występował jako AC Torino, a w latach 1970–2005 jako Torino Calcio.

## Historia
Klub został założony 3 grudnia 1906 roku po przejściu kilku byłych członków Juventusu do klubu FC Torinese. Wśród założycieli był m.in. Vittorio Pozzo, późniejszy trener Włoch. Pierwszy występ w lidze został przerwany przez wybuch I wojny światowej. Pierwszy tytuł został zdobyty w 1927 r., ale klub stracił tytuł z powodu nieprawidłowości w meczu z Juventusem. Pierwsze Scudetto klub zdobył w 1928 r. W latach 1943–1949 klub zdobył pięć razy z rzędu mistrzostwo. Klub z tego okresu nazywany jest Grande Torino, czyli wielkie Torino. W tych czasach niemal cała włoska drużyna narodowa składała się z graczy Torino. Na przykład w meczu z Węgrami, rozegranym 11 maja 1947 r. aż 10 zawodników grało na co dzień w Torino. Dni chwały skończyły się nagle 4 maja 1949. Tego dnia samolot wiozący piłkarzy Torino z towarzyskiego meczu z Benficą rozbił się na wzgórzach koło Turynu. Zginęli wszyscy pasażerowie samolotu, niemal cała drużyna. Od tamtej pory klub nigdy nie podniósł się i po kilku przeciętnych sezonach, spadł w 1959 r. do Serie B, aby po roku wrócić do Serie A. Od początku lat sześćdziesiątych do końca lat osiemdziesiątych, klub osiągał w lidze przyzwoite wyniki. Od końca lat osiemdziesiątych klub balansuje między Serie A a Serie B. W sezonie 2008/2009 zajął osiemnaste miejsce w pierwszej lidze i spadł do drugiej ligi. Natomiast w sezonie 2011/2012 Torino zostało mistrzem Serie B i awansowało do pierwszej ligi.

## Sukcesy
- Mistrzostwo Włoch: 7
  - 1928, 1943, 1946, 1947, 1948, 1949, 1976
- Wicemistrzostwo Włoch: 7
  - 1907, 1915, 1929, 1939, 1942, 1977, 1985
- III miejsce: 6
  - 1936, 1937, 1965, 1972, 1978, 1992
- Puchar Włoch: 5
  - 1936, 1943, 1968, 1971, 1993
- Finalista Pucharu UEFA: 1
  - 1992

## Obecny skład
Stan na 31 stycznia 2023
| Nr | Poz. | Piłkarz                                          |
| -- | ---- | ------------------------------------------------ |
| 1  | BR   | Etrit Berisha                                    |
| 2  | PO   | Brian Bayeye                                     |
| 3  | OB   | Perr Schuurs                                     |
| 4  | OB   | Alessandro Buongiorno                            |
| 5  | OB   | Andreaw Gravillon (wypożyczony z Reims)          |
| 6  | OB   | David Zima                                       |
| 7  | NA   | Yann Karamoh                                     |
| 8  | PO   | Ivan Ilić (wypożyczony z Hellas Verona)          |
| 9  | NA   | Antonio Sanabria                                 |
| 11 | NA   | Pietro Pellegri                                  |
| 13 | OB   | Ricardo Rodríguez (kapitan)                      |
| 14 | PO   | Ronaldo Vieira (wypożyczony z Sampdorii)         |
| 16 | PO   | Nikola Vlašić (wypożyczony z West Ham)           |
| 17 | OB   | Wilfried Singo                                   |
| 19 | PO   | Valentino Lazaro (wypożyczony z Interu Mediolan) |

| Nr | Poz. | Piłkarz                                             |
| -- | ---- | --------------------------------------------------- |
| 21 | PO   | Michel Ndary Adopo                                  |
| 23 | PO   | Demba Seck                                          |
| 26 | OB   | Koffi Djidji                                        |
| 27 | OB   | Mërgim Vojvoda                                      |
| 28 | PO   | Samuele Ricci                                       |
| 32 | BR   | Vanja Milinković-Savić                              |
| 33 | OB   | Sebas Wade                                          |
| 34 | OB   | Ola Aina                                            |
| 49 | NA   | Nemanja Radonjić (wypożyczony z Olympique Marsylia) |
| 59 | PO   | Aleksei Miranchuk (wypożyczony z Atalanty)          |
| 73 | BR   | Matteo Fiorenza                                     |
| 77 | PO   | Karol Linetty                                       |
| 78 | OB   | Andrei Anton                                        |
| 89 | BR   | Luca Gemello                                        |
| 94 | OB   | Ange Caumenan N'Guessan                             |

### Piłkarze na wypożyczeniu
| Nr | Poz. | Piłkarz                                                    |
| -- | ---- | ---------------------------------------------------------- |
|    | OB   | Christian Celesia (w Messina do 30 czerwca 2023)           |
|    | OB   | Armando Izzo (w Monza do 30 czerwca 2023)                  |
|    | PO   | Tommaso Di Marco (w Virtus Francavilla do 30 czerwca 2023) |
|    | PO   | Mathew Garbett (w NAC Breda do 30 czerwca 2023)            |
|    | PO   | Emirhan İlkhan (w Sampdorii do 30 czerwca 2023)            |
|    | PO   | Krisztofer Horváth (w Kecskeméti TE do 30 czerwca 2023)    |

| Nr | Poz. | Piłkarz                                            |
| -- | ---- | -------------------------------------------------- |
|    | PO   | Ben Lhassine Kone (w Frosinone do 30 czerwca 2023) |
|    | PO   | Simone Verdi (w Hellas Verona do 30 czerwca 2023)  |
|    | PO   | Magnus Warming (w Darmstadt 98 do 30 czerwca 2023) |
|    | NA   | Lado Akhalaia (w Hesperange do 30 czerwca 2023)    |
|    | NA   | Nicola Rauti (w SPAL do 30 czerwca 2023)           |
|    | NA   | Samuele Vianni (w Piacenza do 30 czerwca 2023)     |